# Toke Trylle
Toke Trylle var en sjællandsk stormand, der levede i det 11. århundrede (samt muligvis slutningen af det 10. århundrede). Hans fars navn angives som Slag eller Slau, men ellers vides intet sikkert om hans forfædre.
Han er den ældste sikre stamfar til en navnkundig stormandsslægt, i eftertiden kendt som Hvideslægten, og han var den første mand i sin familie, der lod sig døbe.
Ifølge islandsk overlevering skulle Toke Trylle være fosterfar til den senere danske konge Svend Ulfson.
Teorier fremført i moderne tider gående ud på, at Toke Trylle kunne være søn af den danske høvding Pallig, ealdorman i Devonshire, eller måske ligefrem én og samme person som Palnatoke er kronologisk set så udfordrende (foruden at de ikke har nogen hold i en eneste kilde), at de i praksis må anses for umulige at indpasse i den kendte historieskrivning.
Man har ingen formodning om, at navnet Trylle Toke har været anvendt.[kilde mangler]
Kendte børn:
- Skjalm Hvide
- Aute "der tilhørte en af de fornemste slægter"[3]